# Nachal Ašan
Nachal Ašan (hebrejsky נחל עשן) je vádí v jižním Izraeli, v severní části Negevské pouště.
Začíná v nadmořské výšce přes 300 metrů severně od města Beerševa, v mírně zvlněné bezlesé polopouštní krajině. Směřuje k jihozápadu neosídlenou krajinou. Na severovýchodním okraji Beerševy přijímá zleva, od jihovýchodu vádí Nachal Kovšim. Stáčí se k severozápadu a zleva přijímá krátce nato od jihovýchodu vádí Nachal Solelim. Vede pak údolím podél tělesa dálnice číslo 25 a dotýká se okraje regionu Negevu, který díky soustavnému zavlažování ztratil svůj pouštní charakter. Zde ústí zleva do vádí Nachal Patiš.
V roce 2000 proběhl ve východní části povodí Nachal Ašan archeologický výzkum, který zde odhalil zbytky zástavby ze starověku.